# Fizičke konstante
Fizička konstanta je fizička veličina za koju se smatra da je po prirodi univerzalna i nepromenjiva s vremenom. 
U nauci se javljaju brojne fizičke konstante, a među najpoznatije spadaju i brzina svetlosti u vakuumu c, gravitaciona konstanta G, Plankova konstanta h, i elementarno naelektrisanje e. Fizičke konstante se dimenziono mogu jako razlikovati: brzina svetlosti predstavlja najveću moguću brzinu u Univerzumu i izražena je dimenziono kao dužina podeljena s vremenom; s druge strane konstanta fine strukture α, koja karakteriše jačinu elektromagnetnih interakcija, je bezdimenziona.

## Tabela univerzalnih konstanti
| Naziv                           | Simbol                           | Vrednost                      | Relativna Standardna Neodređenost |
| ------------------------------- | -------------------------------- | ----------------------------- | --------------------------------- |
| Brzina svetlosti u vakuumu      | {\displaystyle c\,}              | 299 792 458 m·s−1             | određena                          |
| Njutnova Gravitaciona Konstanta | {\displaystyle G\,}              | 6,67384(80)×10−11 m3·kg−1·s−2 | 1.2 × 10−4                        |
| Plankova konstanta              | {\displaystyle h\,}              | 6.626 069 57(29) × 10−34 J·s  | 4.4 × 10−8                        |
| Redukovana Plankova konstanta   | {\displaystyle \hbar =h/(2\pi )} | 1.054 571 726(47) × 10−34 J·s | 4.4 × 10−8                        |

## Tabela elektromagnetnih konstanti
| Naziv                             | Simbol                                                     | Vrednost (SI units)                             | Relativna Standardna Neodređenost |
| --------------------------------- | ---------------------------------------------------------- | ----------------------------------------------- | --------------------------------- |
| Permeabilnost vakuuma             | {\displaystyle \mu _{0}\,}                                 | 4π × 10−7 N·A−2 = 1.256 637 061... × 10−6 N·A−2 | određena                          |
| Permitivnost vakuuma              | {\displaystyle \varepsilon _{0}=1/\mu _{0}c^{2}\,}         | 8.854 187 817... × 10−12 F·m−1                  | određena                          |
| Karakteristična impedanca vakuuma | {\displaystyle Z_{0}=\mu _{0}c\,}                          | 376.730 313 461... Ω                            | određena                          |
| Kulonova konstanta                | {\displaystyle k_{\mathrm {e} }=1/4\pi \varepsilon _{0}\,} | 8.987 551 787... × 109 N·m2·C−2                 | određena                          |
| elementarno naelektrisanje        | {\displaystyle e\,}                                        | 1.602 176 565(35) × 10−19 C                     | 2.2 × 10−8                        |
| Borov magneton                    | {\displaystyle \mu _{\mathrm {B} }=e\hbar /2m_{e}}         | 9.274 009 68(20) × 10−24 J·T−1                  | 2.2 × 10−8                        |
| Kvantna provodljivost             | {\displaystyle G_{0}=2e^{2}/h\,}                           | 7.748 091 7346(25) × 10−5 S                     | 3.2 × 10−10                       |
| Obrnuta kvantna provodljivost     | {\displaystyle G_{0}^{-1}=h/2e^{2}\,}                      | 12 906.403 7217(42) Ω                           | 3.2 × 10−10                       |
| Džozefsonova konstanta            | {\displaystyle K_{\mathrm {J} }=2e/h\,}                    | 4.835 978 70(11) × 1014 Hz·V−1                  | 2.2 × 10−8                        |
| Kvant magnetnog fluksa            | {\displaystyle \phi _{0}=h/2e\,}                           | 2.067 833 758(46) × 10−15 Wb                    | 2.2 × 10−8                        |
| Nuklearni magneton                | {\displaystyle \mu _{\mathrm {N} }=e\hbar /2m_{p}}         | 5.050 783 53(11) × 10−27 J·T−1                  | 2.2 × 10−8                        |
| von Klicingova konstanta          | {\displaystyle R_{\mathrm {K} }=h/e^{2}\,}                 | 25 812.807 4434(84) Ω                           | 3.2 × 10−10                       |

## Tabela atomskih i nuklearnih konstanti
| Naziv                      | Naziv                      | Simbol                                                                                      | Vrednost (SI units)              | Relativna Standardna Neodređenost |
| -------------------------- | -------------------------- | ------------------------------------------------------------------------------------------- | -------------------------------- | --------------------------------- |
| Borov radijus              | Borov radijus              | {\displaystyle a_{0}=\alpha /4\pi R_{\infty }\,}                                            | 5.291 772 1092(17) × 10−11 m     | 3.2 × 10−9                        |
| Klasični radijus elektrona | Klasični radijus elektrona | {\displaystyle r_{\mathrm {e} }=e^{2}/4\pi \varepsilon _{0}m_{e}c^{2}\,}                    | 2.817 940 3267(27) × 10−15 m     | 9.7 × 10−10                       |
| Masa elektrona             | Masa elektrona             | {\displaystyle m_{\mathrm {e} }\,}                                                          | 9.109 382 91(40) × 10−31 kg      | 4.4 × 10−8                        |
| Fermi Koplingova konstanta | Fermi Koplingova konstanta | {\displaystyle G_{\mathrm {F} }/(\hbar c)^{3}}                                              | 1.166 364(5) × 10−5 GeV−2        | 4.3 × 10−6                        |
| Konstanta fine strukture   | Konstanta fine strukture   | {\displaystyle \alpha =\mu _{0}e^{2}c/2h=e^{2}/4\pi \varepsilon _{0}\hbar c\,}              | 7.297 352 5698(24) × 10−3        | 3.2 × 10−10                       |
| Hartrijeva energija        | Hartrijeva energija        | {\displaystyle E_{\mathrm {h} }=2R_{\infty }hc\,}                                           | 4.359 744 34(19) × 10−18 J       | 4.4 × 10−8                        |
| Masa protona               | Masa protona               | {\displaystyle m_{\mathrm {p} }\,}                                                          | 1.672 621 777(74) × 10−27 kg     | 4.4 × 10−8                        |
| kvantum cirkulacije        | kvantum cirkulacije        | {\displaystyle h/2m_{\mathrm {e} }\,}                                                       | 3.636 947 5520(24) × 10−4 m2 s−1 | 6.5 × 10−10                       |
| Ridbergova konstanta       | Ridbergova konstanta       | {\displaystyle R_{\infty }=\alpha ^{2}m_{\mathrm {e} }c/2h\,}                               | 10 973 731.568 539(55) m−1       | 5.0 × 10−12                       |
| Thomsonov udarni presek    | Thomsonov udarni presek    | {\displaystyle (8\pi /3)r_{\mathrm {e} }^{2}}                                               | 6.652 458 734(13) × 10−29 m2     | 1.9 × 10−9                        |
| weak mixing angle          | weak mixing angle          | {\displaystyle \sin ^{2}\theta _{\mathrm {W} }=1-(m_{\mathrm {W} }/m_{\mathrm {Z} })^{2}\,} | 0.2223(21)                       | 9.5 × 10−3                        |
| Efimov faktor              | Efimov faktor              | {\displaystyle }                                                                            | 22.7                             |                                   |